# Tectaria atropurpurea
Tectaria atropurpurea là một loài dương xỉ trong họ Tectariaceae. Loài này được A.R. Sm. mô tả khoa học đầu tiên năm 2006.
Danh pháp khoa học của loài này chưa được làm sáng tỏ. 